# 加权平均资本成本
加权平均资本成本（WACC） 在金融活动中用来衡量一个公司的资本成本。 因为融资成本被看作是一个逻辑上的价格标签，它过去被很多公司用作一个融资项目的贴现率。
公司从外部获取资金的来源主要有两种：股权和债务。因此一个公司的资本结构主要包含三个成分: 优先股，普通股和负债（常见的有债券和期票）。加权平均资本成本考虑资本结构中每个成分的相对权重并体现出该公司的新资产的预期成本。

## 公式
加权平均资本成本 WACC 定义为:
{\displaystyle c\ =\ \left({E \over K}\right)\cdot y\ +\ \left({D \over K}\right)\cdot b(1-t_{C})}
这里
{\displaystyle \ K=D+E}
各符号的含义列表:
| 符号                    | 含义                                    | 单位            |
| ----------------------- | --------------------------------------- | --------------- |
| {\displaystyle \ c\ }   | 加权平均资本成本 WACC                   | %               |
| {\displaystyle \ y\ }   | 所需的或预期的股本回报率, 或者 股本成本 | %               |
| {\displaystyle \ b}     | 所需的或预期的贷款回报率, 或者 债务成本 | %               |
| {\displaystyle \ t_{C}} | 公司税率                                | %               |
| {\displaystyle \ D}     | 总债务                                  | $ ， € ， £ ，¥ |
| {\displaystyle \ E}     | 总股本                                  | $ ， € ， £ ，¥ |
| {\displaystyle \ K}     | 新项目的总投资额                        | $ ， € ， £ ，¥ |

这个等式描述了只有同质股本和债务的情况. 如果部分资金包括, 举个例子, 优先股（有不同的股本成本 y），那么公式需要为每个附加的资本来源添加一个附加项。
- 含优先股时可表述为 WACC= (Wd)[(Kd)(1-t)]+ (Wp)(Kp)+ (Wc)(Kc）

Wd：债权比例，
Kd：债权收益率，
Wp：优先股比例，
Kp：优先股收益率，
Wc：普通股比例，
Kc：普通股收益率，
t：税率

## 如何应用
当我们测算新资本的预期成本的时候, 我们应当采用每个成分的市值, 而不是它们的面值（这之间可能存在明显差额）。另外，更“外部”的资金来源，例如可转换债券，可转换优先股等，如果数额较大，也需要体现在公式中，因为这些融资方式的特殊性，其成本和普通股本债券通常存在差异。

## 数据来源
怎样才能得到WACC公式中的每个成分的数值？首先注意一个融资来源的权重等于它的市值比上总投资额的市值。 例如，公式中普通股的权重定义如下：
普通股市值 / (普通股市值 + 债务市值 + 优先股市值)
继续定义各成分市值如下（亦即债务, 优先股及普通股）。 
- 一个上市公司的市值就是每股股价乘以股票发行量，这也是最容易确定的一个成分。

- 如果公司公开发行债券，那么债务的市值也较容易得到。常见的是，很多公司也有较大数额的银行贷款，这部分的市值并不容易计算。但是，因为债务的市值和它的面值比较接近（至少对公司来讲，贷款利率没有较大变化），所以在 WACC 公式中常用面值代替。

- 优先股市值也较容易得出，它等于每股成本乘以发行量。

接下来要注意成本的定义。
- 优先股等价于永久权利，它的持有人将永远获得固定的收益。因此它的成本等于每期红利除以每股股价。

- 普通股通常由资本资产定价模型（CAPM）决定。

- 公开发行债券的公司的债务成本是债券的期末收益。另外，银行的贷款利率也是一个合适的债务成本。 因为通常一个公司可以把债务利息抵税，在此条件下，公司的债务成本可以通过税率进一步降低。 因此一个公司的债务成本为 (债券期末收益 或 贷款利息) × (1 − 税率)。事实上，通常WACC公式 中会保留减税项，而不是直接计入债务成本中，如：

WACC = 优先股权重 × 优先股成本 
+ 普通股权重 × 普通股成本
+ 债务权重 × 债务成本 × (1 − 税率)
现在可以把数据代入WACC公式了。

## 估值的影响
经济学家 默顿·米勒 (Merton Miller) 和 弗兰克·莫迪格莱尼 (Franco Modigliani) 在 莫迪尼亚尼-米勒定理中显示了在没有税收的理想经济条件下，一个公司的资本成本（以及它的估值）和债务股本比率无关。但是，很多政府允许利息抵税，因此，在这种条件下公司更倾向于债务融资。

## 引用
G. Bennet Stewart III. . HarperCollins.
M. Miller und F. Modigliani: Corporate income taxes and the cost of capital: a correction. American Economic Review, 48 (1963), S. 261-297.
J. Miles und J. Ezzell: The weighted average cost of capital, perfect capital markets and project life: a clarification. Journal of Financial and Quantitative Analysis, 15 (1980), S. 719-730.